# Vierge à l'Enfant (escultura)

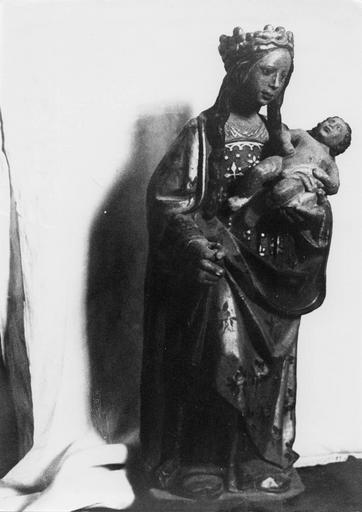
La escultura Vierge à l'Enfant

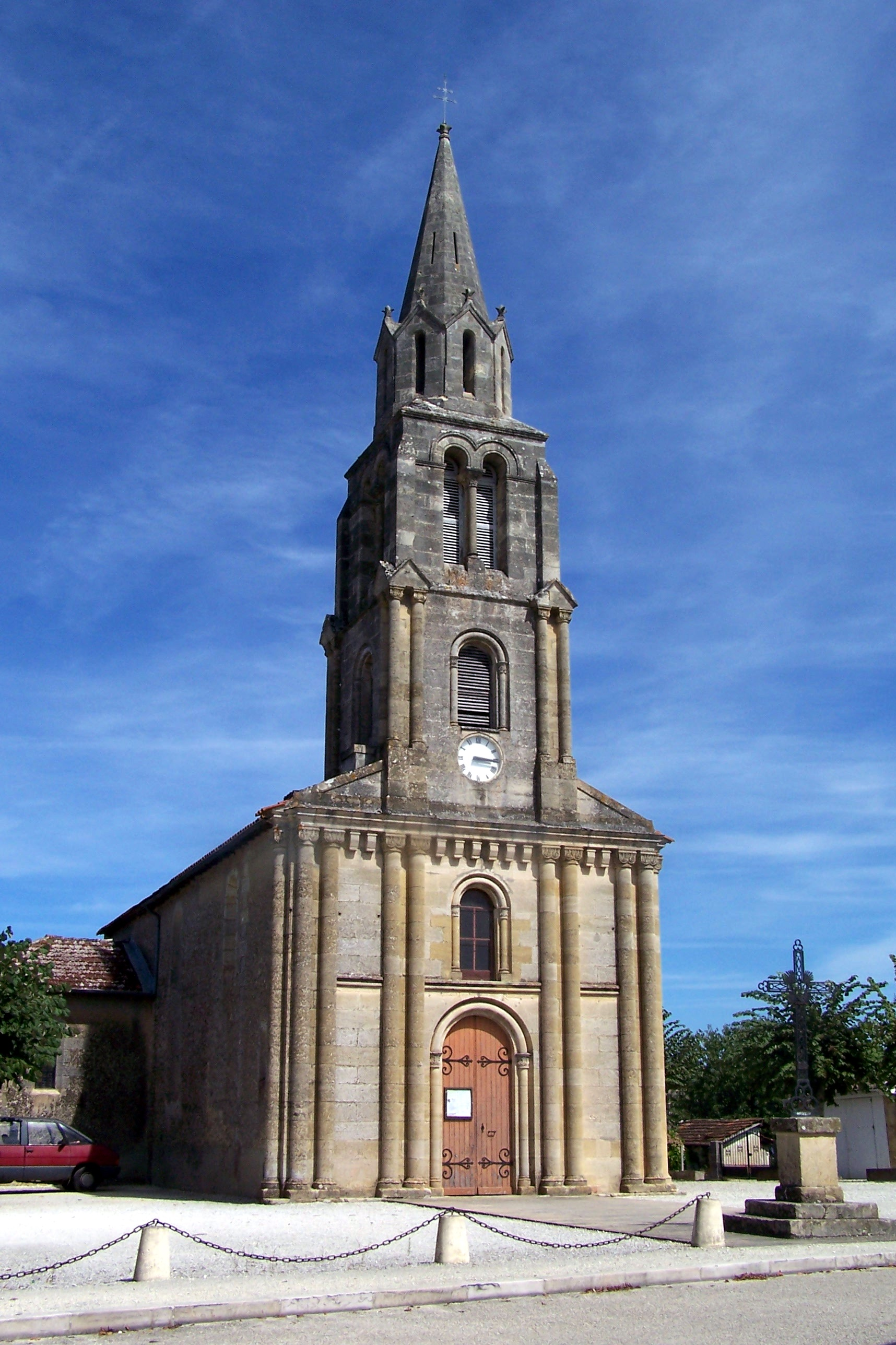
Iglesia de St-Maixant

La escultura Vierge à l'Enfant (Madonna y el niño) es una pequeña talla en piedra del siglo XVI que se encuentra en la iglesia de St-Maixant, en Saint-Maixant, una comuna francesa del departamento de Gironda,  en la región de Nueva Aquitania. En 1980 la escultura fue clasificada como monumento histórico.
La escultura de piedra de 63 cm de altura es policromada. María representada con una corona lleva al niño Jesús en su brazo izquierdo.